# Kinderhook (pueblo)
Kinderhook es un pueblo ubicado en el condado de Columbia en el estado estadounidense de Nueva York. En el año 2000 tenía una población de 8.296 habitantes y una densidad poblacional de 100,6 personas por km².

## Historia
Martin van Buren (5 de diciembre de 1782 – 24 de julio de 1862) was the eighth president of the United States, serving from 1837 to 1841, was born in Kinderhook. In old days, most residents were of Dutch descent and spoke Dutch as their primary language.

## Geografía
Kinderhook se encuentra ubicado en las coordenadas 42°24′46″N 73°40′53″O / 42.41278, -73.68139.

## Demografía
Según la Oficina del Censo en 2000 los ingresos medios por hogar en la localidad eran de $52 604, y los ingresos medios por familia eran $61 074. Los hombres tenían unos ingresos medios de $41 386 frente a los $27 880 para las mujeres. La renta per cápita para la localidad era de $24 259. Alrededor del 4,6% de la población estaban por debajo del umbral de pobreza.